# Comuna Buciumeni, Galați
Buciumeni este o comună în județul Galați, Moldova, România, formată din satele Buciumeni (reședința), Hănțești, Tecucelu Sec și Vizurești. Se află în Colinele Tutovei, la o altitudine de 200 m deasupra nivelului mării. Are o suprafață de 45,06 km². Populația este de 2.156 locuitori, determinată în 1 decembrie 2021, prin recensământ, chestionar.

## Așezare
Comuna se află în extremitatea nord-vestică a județului, în Colinele Tutovei, la limita cu județul Vrancea. Este străbătută de șoseaua județeană DJ252, care o leagă spre sud de Nicorești și Cosmești (unde se termină în DN24), și spre nord în județul Vrancea de Ploscuțeni, Homocea (unde se intersectează cu DN11A) apoi mai departe în județul Bacău de Huruiești, Găiceana, Pâncești, Parincea, Ungureni și Buhoci (unde se termină în DN2F). Prin sudul comunei trece și șoseaua județeană DJ252G, care duce spre sud-vest la Nicorești și spre est la Țepu și Gohor (unde se termină în același DN24).

## Istorie
La sfârșitul secolului al XIX-lea, comuna făcea parte din plasa Nicorești a județului Tecuci și era formată din satele Argea, Braniștea, Buciumeni, Hânțești, Tecucelu Sec și Vizurești, având în total 2396 de locuitori. În comună funcționau cinci biserici și două școli: cea din Buciumeni cu 47 de elevi (dintre care 12 fete) și cea din Vizurești cu 42 de elevi (dintre care 2 fete). Anuarul Socec din 1925 o consemnează în aceeași plasă, având 3356 de locuitori în satele Argeaua, Buciumeni, Hânțești, Tecucelu Sec și Vizurești.
În 1950, comuna a fost arondată raionului Tecuci din regiunea Putna, apoi (după 1952) din regiunea Bârlad și (după 1956) din regiunea Galați. În 1968, a trecut la județul Galați, satul Argeaua fiind transferat comunei Ploscuțeni din județul Vrancea.

## Monumente istorice
Un singur obiectiv din comuna Buciumeni este inclus în lista monumentelor istorice din județul Galați ca monument de interes local: monumentul istoric de arhitectură biserica „Sf. Treime” datând din 1800, aflată la 4 km nord de satul Buciumeni, în pădurea Buciumeni. Mai există și vestigii ale Valului lui Athanaric, un sit arheologic prezent în mai multe comune.

## Demografie
Componența etnică a comunei Buciumeni
     Români (92,16%)
     Alte etnii (7,84%)
Componența confesională a comunei Buciumeni
     Ortodocși (91,79%)
     Alte religii (0,23%)
     Necunoscută (7,98%)
Conform recensământului efectuat în 2021, populația comunei Buciumeni se ridică la 2.156 de locuitori, în scădere față de recensământul anterior din 2011, când fuseseră înregistrați 2.326 de locuitori. Majoritatea locuitorilor sunt români (92,16%). Din punct de vedere confesional, majoritatea locuitorilor sunt ortodocși (91,79%), iar pentru 7,98% nu se cunoaște apartenența confesională.

## Politică și administrație
Comuna Buciumeni este administrată de un primar și un consiliu local compus din 11 consilieri. Primarul, Eduard-Petrișor Dragoș[*], de la Partidul Social Democrat, este în funcție din 1 noiembrie 2024. Începând cu alegerile locale din 2024, consiliul local are următoarea componență pe partide politice:
|  | Partid                          | Consilieri | Componența Consiliului | Componența Consiliului | Componența Consiliului | Componența Consiliului | Componența Consiliului | Componența Consiliului | Componența Consiliului |
|  | ------------------------------- | ---------- | ---------------------- | ---------------------- | ---------------------- | ---------------------- | ---------------------- | ---------------------- | ---------------------- |
|  | Partidul Social Democrat        | 7          |                        |                        |                        |                        |                        |                        |                        |
|  | Partidul Național Liberal       | 3          |                        |                        |                        |                        |                        |                        |                        |
|  | Alianța pentru Unirea Românilor | 1          |                        |                        |                        |                        |                        |                        |                        |

## Cultură
La Buciumeni și-a petrecut viața parașutista Smaranda Brăescu. Școala din localitatea Buciumeni poartă numele Sfinților Arhangheli Mihail și Gavril.

## Personalități născute aici
- Natalia Negru (1882 - 1962), profesoară, poetă, prozatoare și traducătoare, membru fondator al Societății Scriitorilor Români.
- Constantin N. Ifrim (n. 1884 — d. 1960), Director al Ateneului Popular din Tătărași și cu funcția de inspector general în cadrul Fundației Culturale Regale „Principele Carol”;
- Smaranda Brăescu (1897 - 1948), prima femeie parașutist cu brevet din România.